# Hénouttaouy
Pour les articles homonymes, voir Hénouttaouy (homonymie).
Hénouttaouy (« Maîtresse des Deux Terres ») est une reine d'Égypte de la XIXe dynastie, elle est à la fois la septième fille et l'une des grandes épouses royales (honorifique) de Ramsès II,.

## Généalogie
La princesse est la septième fille de Ramsès II et la seconde fille de la grande épouse royale Néfertari. La princesse devient la grande épouse royale à une date indéterminée, peut-être même à titre posthume.

## Attestations
La princesse apparaît à la septième position dans plusieurs processions de princesses, comme au grand temple d'Abou Simbel et au temple (en) de Derr, mais à des positions variables dans d'autres processions. La princesse est également représentée à deux reprises sur la façade du petit temple d'Abou Simbel construit pour sa mère, aux pieds des deux représentations de celle-ci, en tandem avec sa sœur aînée Mérytamon, Hénouttaouy étant systématiquement représentée à côté de la jambe la plus éloignée de l'entrée du temple, Mérytamon à côté de la jambe la plus près de l'entrée du temple. La reine possède également une sépulture (QV73) dans la Vallée des Reines.

## Sépulture
Sa tombe, nommée QV73, située dans la vallée des Reines, est connue depuis longtemps mais a été identifiée par Christian Leblanc en 1984 après y avoir mené des fouilles.
La tombe,accessible depuis l'escalier d'entrée, est composée d'une chambre principale et de deux annexes. Elle avait été préparée à l'avance, en attente pour une princesse, car de nombreuses mentions du titre de « fille royale de son ventre, son aimée » suivi d'un cartouche vide ont été trouvées dans la tombe. Mais le mur sud de la salle principale, dans la scène où la princesse est en adoration devant Noun, le cartouche est peint au nom de la princesse. Sur le mur ouest, une scène la montre en adoration devant deux des quatre fils d'Horus et la décrit comme « la fille royale, son aimée, la grande épouse royale ». Dans les annexes, elle est décrite comme « la maîtresse des Deux Terres », titre portée également par les autres reines de Ramsès II.
La tombe a été pillée et seuls deux vases canopes en bois anonymes y ont été retrouvés.